# Malattia di Still
Per  malattia di Still, chiamata anche artrite sistemica in campo medico, si intende una forma di artrite idiopatica giovanile, un quadro clinico caratterizzato da esordio acuto infiammatorio e artrite che si riscontra nell'infanzia.

## Epidemiologia
Comprende il 4-17% dei casi, non predilige alcun sesso.

## Sintomatologia
Fra i sintomi e i segni clinici ritroviamo febbre, linfoadenopatia, rash cutaneo (nel 70% dei casi) che presenta il fenomeno di Koebner.